# Strumaria gemmata
Strumaria gemmata là một loài thực vật có hoa trong họ Amaryllidaceae. Loài này được Ker Gawl. miêu tả khoa học đầu tiên năm 1814.

## Hình ảnh

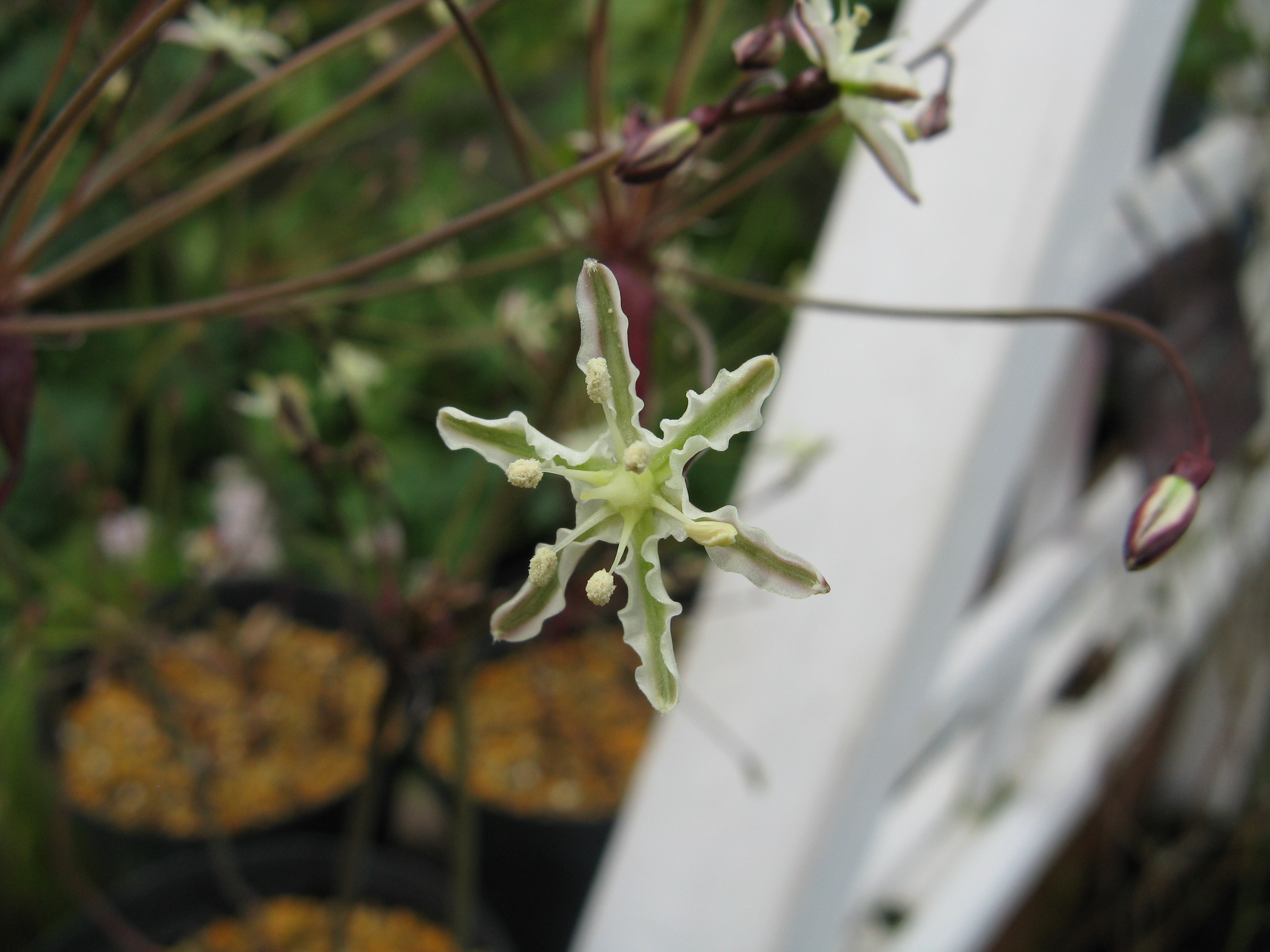